# Vågfunktion
En vågfunktion, Ψ (psi) är en funktion som beskriver ett kvantmekaniskt system medelst en amplitud och en fas som beror på systemets koordinater och på tid Ψ(x i, t ). Amplitudens kvadrat motsvarar en sannolikhet och fasen beskriver interferens. Storheter med en fas kan matematiskt representeras med komplexa tal (jämför jω-metoden). Vågfunktioner är lösningar till en differentialekvation med komplexa koefficienter, schrödingerekvationen.
En vågfunktion är ett skalärfält. Det är varken en transversell eller en longitudinell våg, och dess fas beskriver ingen utvikelse. Vågfunktionen är en sannolikhetstäthetsvåg, där endast skillnader i fas är observerbara vid interferens.
Om systemets potentialer inte beror på tid, kan man skriva systemets vågfunktion som en summa över produkter av en fasfaktor och en funktion som inte beror på tid:
{\displaystyle \Psi (x_{i},t)=\sum _{j}c_{j}e^{iE_{j}t/\hbar }\phi _{j}(x_{i}).}
Här är φj egenfunktioner och Ej deras egenenergier, som bägge är lösningar av den tidsoberoende Schrödingerekvationen. Om alla koefficienter cj är lika noll förutom en, är vågfunktionen stationär i den mening att dess sannolikhetstäthetsfördelning inte beror på tid:
{\displaystyle |\Psi (x_{i},t)|^{2}=|e^{iEt/\hbar }\phi (x_{i})|^{2}=|e^{iEt/\hbar }|^{2}\times |\phi (x_{i})|^{2}=|\phi (x_{i})|^{2}.}

## Representationer
Det finns inga direkta sätt att experimentellt observera vågfunktioner. Vågfunktionens matematiska form av komplexa skalärfält har heller inga självklara representationer i bild. Särskilt gäller det för vågfunktionens fas. Bilden till höger representerar vågfunktionen för en fri partikel med bestämd energi som rör sig i en dimension. Den monokromatiska partikelvågen har en konstant amplitud längs hela x-axeln. I konstant potential ökar dess fas linjärt med tiden E.Δt/h, och det visas i figuren som en skruv. 
Ett annat sätt att representera fas är med hjälp av ett färghjul. Områden i motfas med varandra visas i komplementära färger. Fasen kan visas som kontinuerliga övergånger och representationer är mycket lämpad för att göra animationer. Figuren till vänster representerar vinkeldelen av en vågfunktion av en partikel med rörelsemängdsmoment {\displaystyle 3\hbar }, till exempel vinkeldelen av en 4f vågfunktion i väte. Det är en stationär vågfunktion (dess sannolikhetstäthet beror inte på tid), men animationen gör tydligt att det finns en cirkelrörelse och kinetisk energi.

Vågfunktionen Ψ av en fri partikel i en dimension vid en viss tidpunkt t. En tid senare har alla faser roterats med samma faktor E.Δt/h så att spiralen förflyttar sig till höger.